# Hajsotjärnarna (Graninge socken, Ångermanland, 697423-156774)
Hajsotjärnarna är en sjö i Sollefteå kommun i Ångermanland och ingår i Indalsälvens huvudavrinningsområde.